# Amrei Haardt

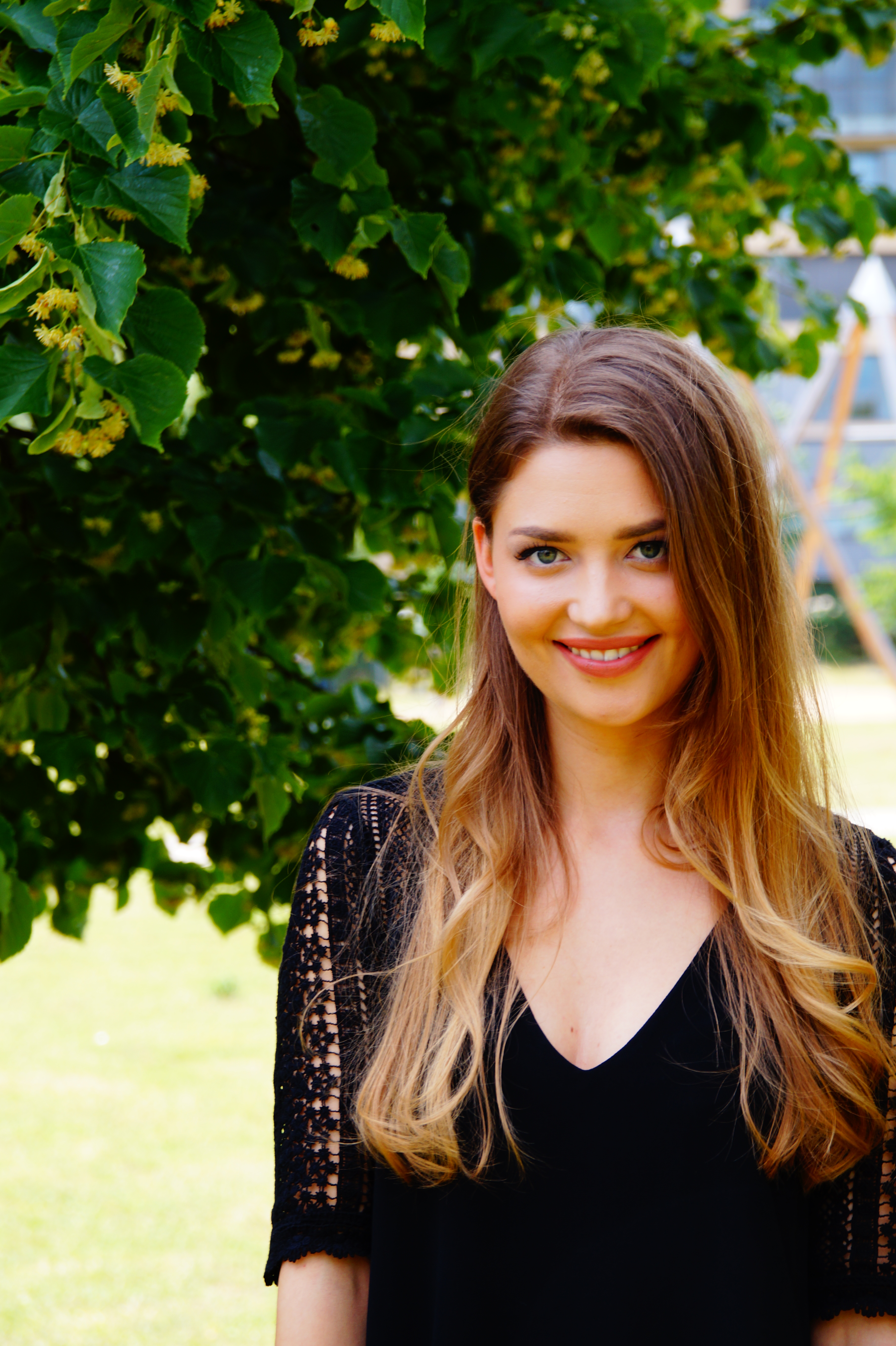
Amrei Haardt beim Pressetermin zur neuen ARD-Comedy-Serie „Die Kuhflüsterin“, Juni 2015

Amrei Cosima Haardt (* 18. August 1989 in Köln) ist eine deutsche Schauspielerin.

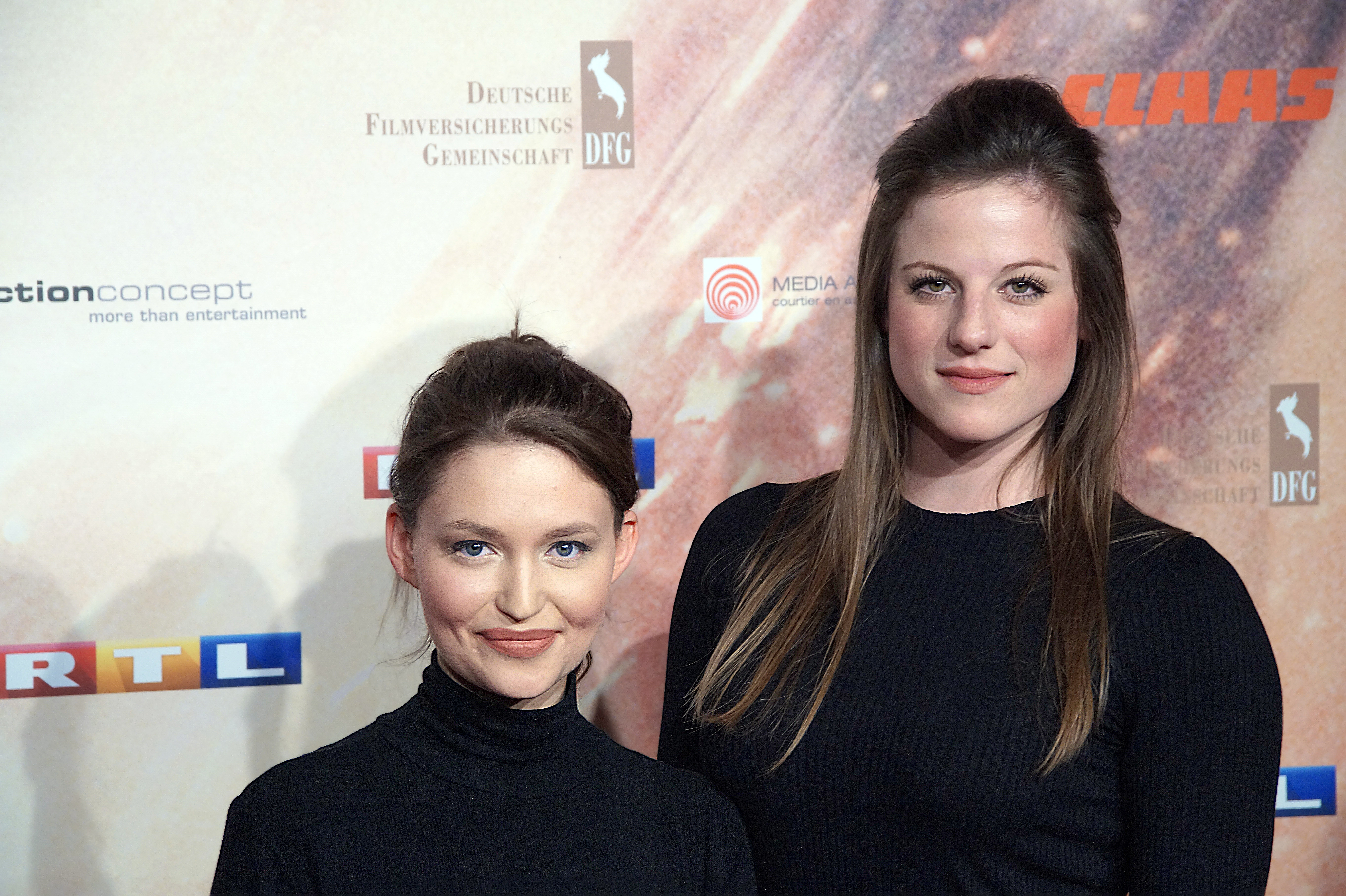
Amrei Haardt und Nora Koppen bei der Premiere von der 300. Folge 'Alarm für Cobra 11'

## Leben
Amrei Haardt nahm von 2005 bis 2007 Schauspielunterricht an der Comedia Colonia und von 2012 bis 2014 an der Arturo Schauspielschule in Köln. Von Januar 2015 bis Oktober 2016 verkörperte sie die Rolle der Jule Kasper in der RTL-Seifenoper Unter Uns. Von Mai 2019 bis September 2020 sowie seit 2021 verkörperte sie die Rolle der Nathalie Reichenbach in der RTL-Seifenoper Alles was zählt.

## Privat
Amrei Haardt ist seit 2020 verheiratet.

## Filmografie

### Kino
- 2013: Schlussmacher
- 2016: BitterSüß
- 2017: Rock My Heart – Mein wildes Herz
- 2021: Es ist nur eine Phase, Hase

### Fernsehen
- 2011: Verbotene Liebe
- 2012: Der letzte Bulle – Ich sags nicht weiter (Fernsehserie)
- 2013: Tatort – Melinda (Fernsehreihe) – Regie: Hannu Salonen
- 2013: Es ist alles in Ordnung
- 2014: Add a Friend (Fernsehserie, 4 Folgen)
- 2015: SOKO Wismar – Millionenerbe (Fernsehserie)
- 2015: Die Kuhflüsterin – Der Marathonmann (Fernsehserie)
- 2015–2016: Unter uns (Fernsehserie, 48 Folgen, Hauptrolle der Jule Kasper)
- 2017: Einstein – ABC (Fernsehserie)
- 2017: Walhalla 360° Virtual Reality (Kurzfilm)
- 2017: Die Eifelpraxis – Gebrochene Herzen (Fernsehserie)
- 2018: Lifelines – Mein Baby gehört zu mir (Fernsehserie)
- 2018: SOKO Leipzig – Nein heißt nein (Fernsehserie)
- 2018: Der Kriminalist – Pick-Up-Artist (Fernsehserie)
- 2019: Die Spur der Mörder (Fernsehfilm, Regie: Urs Egger)
- 2019: SOKO Köln – In unserem Veedel (Fernsehserie)
- seit 2019: Alles was zählt (Fernsehserie)
- 2020: Professor T. – Mathilde Möhring (Fernsehserie)
- 2023: Die Füchsin: Alte Sünden (Fernsehreihe)

### Theater
- 2010: Butlers (Rolle der Frau Wunder)